# Susanne Katherina Langer
Susanne Katherina Langer, ameriška filozofinja, pisateljica in pedagoginja, * 20. december 1895,  † 17. julij 1985. Poznana je po svojih teorijah o vplivih umetnosti na um. Bila je prva ženska, ki je bila splošno in profesionalno poznana kot ameriška filozofinja.  Njeno najbolj znano delo je Filozofija v novem ključu (Philosophy in a New Key, 1942). 

## Življenje
Susanne Katherina Langer, rojena Knauth, je bila vzgojena v New Yorku. Njena starša, oče Antonio Knauth, po poklicu odvetnik, in mama Else Uhlich, sta bila migranta iz Nemčije. Zato je bila nemščina Susannin prvi jezik. Že kot mlada se je skozi glasbo seznanila z ustvarjalnostjo. Poleg tega je rada recitirala pesmi slavnih pesnikov in uživala v tradicionalnih zgodbah in pravljicah. Tu se je tudi začela njena ljubezen do branja in pisanja, pogosto je tudi sama pisala pesmi in zgodbe, da bi zabavala svoje mlajše sorodnike. Ljubezen do narave se je začela med poletji, ki jih je njena družina preživljala na jezeru George. Poročila se je leta 1921 z Williamom Leonardom Langerjem, ki je bil tako kot ona študent Harvarda. Z njim se je nato istega leta preselila na Dunaj. Skupaj sta imela dva sinova, s katerima sta se preselila v Cambridge, Massachusetts. Par se je ločil leta 1942. Susanne Langer je umrla 17. julija 1985. 

## Izobrazba
Langer je šolanje začela na zasebni šoli za dekleta Veltin, v zgodnjih letih pa se je izobraževala doma. Leta 1916 se je vpisala na Radcliffe College, Cambridge, Massachusetts, in ga leta 1920 zaključila. Nadaljnji študij filozofije je opravila na Harvardu, kjer je 1924 magistrirala in 1926 doktorirala. 

## Filozofija
Langerina filozofija je raziskovala neprekinjen postopek nastajanja pomena v človekovih mislih s pomočjo videnja ene stvari v povezavi z drugo. V svojem prvem delu Filozofija v novem ključu je v ospredje postavila idejo, da ima človek potrebo po simboliziranju in izumljanju pomenov, ter dajanju pomena sočlovekovemu življenju. Začne se s kritiko pozitivizma in analizira človekovo misel, ki napreduje od pomena teorije skozi filozofijo glasbe, ki riše teorijo vse umetnosti. Za Susanne Langer je človeški um nenehen proces simbolične spremembe izkustvenih informacij, zaradi česar je pravi vodnjak bolj ali manj spontanih idej. 
Langerino razlikovanje med diskurzivnimi (opirajo se na razumsko, logično razčlenjevanje) in uprizoritvenimi simboli je eden njenih najbolj znanih konceptov. Diskurzivna simbolizacija uredi elemente z enakimi pomeni v nove pomene. Uprizoritvena simbolizacija deluje neodvisno od elementov s stalnim in stabilnim pomenom. Uprizoritve ne moremo dojeti s postopnim grajenjem in razumevanjem njenih delov posebej, ampak jo moramo razumeti kot celoto (na primer element, uporabljen na eni sliki, je lahko na drugi uporabljen za izraz popolnoma drugačnega pomena). 
Susanne Langer je verjela, da je simbolizem temelj filozofije, saj poudarja vso človekovo znanje in razumevanje. Verjela je, da je človekova zmožnost uporabe simbolov tisto, kar nas razlikuje od živali. Živalsko življenje namreč upravljajo čustva, pri človeku pa imajo vpliv na čustva koncepti, simboli in jezik. Tudi živali se odzivajo na znake, a dražljaj iz znaka je za ljudi precej bolj kompleksen. 
Langer je ena prvih filozofov, ki se je ukvarjala s konceptom virtualnega. Navdahnjena z idejo Henrija Bergsona o pomenu in spominu je povezovala umetnost s konceptom virtualnega. 
V kasnejših letih svojega življenja je verjela, da je odločilna naloga njenega dela, da ustvari teorijo o 'življenju in umu' na znanstveni in filozofski osnovi.  

## Dela:
- The Practice of Philosophy, 1930

- An Introduction to Symbolic Logic, 1937

- Philosophy in a New Key, 1942

- Feeling and Form, 1953

- Problems of art, 1957

- Philosophical Sketches, 1962

- Mind: An Essay on Human Feeling, 1967